# Palude

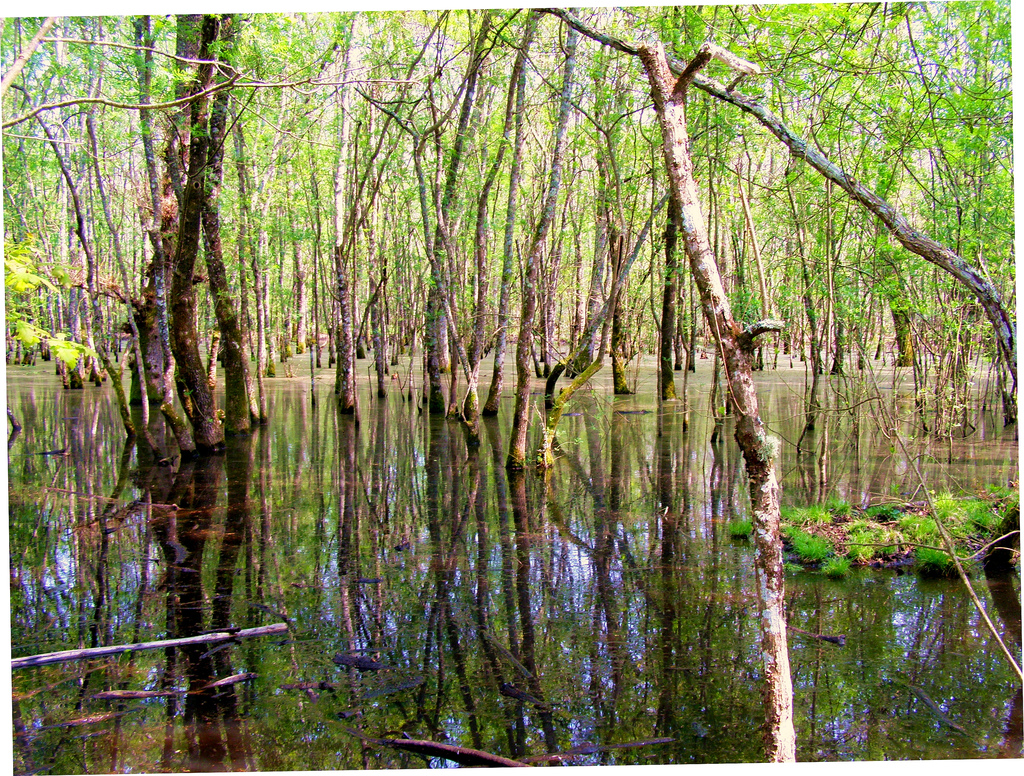
Palude nel Parco Nazionale del Circeo

Una palude è un terreno coperto d'acqua stagnante, caratterizzato dallo sviluppo di una particolare vegetazione e fauna che si è adattata all'elevata umidità ambientale e all'imbibizione dei terreni.

## Tipologia
Esistono paludi d'acqua dolce o salata (palude salmastra), a seconda che esse si formino vicino ai laghi e ai corsi dei fiumi o nelle vicinanze delle pianure costiere. Quando la palude è originata dall'accumulo di acqua di piena in zone basse, prende il nome di lama, mentre quando questa zona bassa si trova tra l'argine e il corso naturale del fiume si parla di golena.
Le paludi si distinguono anche in paludi basse, alte o intermedie:
- Le paludi basse (o semplicemente paludi) sono caratterizzate da un eccesso d'acqua a causa di inondazioni temporanee o di un livello elevato della falda freatica. Tali paludi mantengono il contatto con acqua ricca di minerali e rappresentano l'ambiente adatto per la vegetazione palustre.[1]
- Le paludi alte (o anche torbiera, torbiera alta, o torbiera ombrogena) sono caratterizzate dalla mancanza di accesso all'acqua freatica, ricca di sostanze nutrienti.[2] Esse sono alimentate prevalentemente dalle precipitazioni meteoriche che, praticamente prive di nutrimenti, determinano una situazione di carenza di nutrienti minerali.[2] Ciò determina un ambiente con forte acidità e scarsa presenza di sostanze nutrienti e ossigeno, al quale si adattano solo poche specie vegetali, e in particolare gli sfagni.[2]
- Le paludi di transizione (o paludi intermedie) presentano caratteristiche ecologiche e una vegetazione con aspetti comuni sia con le paludi basse che con le paludi alte.[1]

## Formazioni

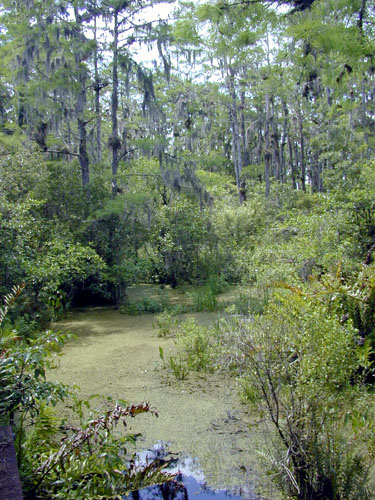
Palude alberata della Florida

Si origina grazie alla mancanza di un normale deflusso delle acque dove esse vengono raccolte in una piana, oppure attraverso la falda sotterranea nell'area interessata, o quando un lago si prosciuga.
Si deve distinguere la palude comune, con formazioni prevalentemente erbacee o arbustive, dalla palude alberata (meno frequente in Italia). Un'altra distinzione è tra la palude in cui il livello dell'acqua è sempre sopra la superficie del suolo e quella che, perlomeno in estate, ha il livello dell'acqua sotto la superficie del suolo.

## Bonifica
L'uomo si avvale di opere di bonifica per trasformare le paludi in zone agricole produttive. Fra le città che si sono estese grazie alle bonifiche si ricordano l'Antica Roma, Bruxelles, Tokyo, San Pietroburgo, Livorno, Grosseto, Ravenna, Latina, Foggia, Belgrado e Nichelino.
L'opera di bonifica inoltre riesce ad eliminare possibili effetti igienico-sanitari negativi che possono arrivare anche a patologie gravi come la malaria.

## Lista delle maggiori paludi

### Africa
- Paludi del Bangweulu, Zambia
- Delta dell'Okavango, Botswana
- Sudd, Sudan
- Delta del Niger, Nigeria
- Delta interno del Niger, Nigeria

### Asia
- Paludi di Asmat, Indonesia
- Paludi di Vasjugan, Russia

### Nord America
- Caddo Lake, USA
- Great Black Swamp, Ohio, USA
- Great Dismal Swamp, USA
- Okefenokee Swamp, USA
- Reelfoot Lake, USA
- Riserva nazionale di Big Cypress, Florida, USA
- Limberlost, Indiana, USA
- Honey Island Swamp, Louisiana, USA
- Meadowlands del New Jersey, USA

### Sudamerica
- Pantanal, Brasile
- Esteros del Iberá, Argentina

### Europa
- Italia, Parco di Colfiorito
- Italia, Padule di Fucecchio
- Italia, Valli di Comacchio
- Italia, Torbiere del Sebino
- Romania, Delta del Danubio
- Ucraina, Paludi del Pryp"jat'
- Spagna, Parco nazionale di Doñana